# Girna Me Sto Htes
Girna Me Sto Htes (грец. Γύρνα Με Στο Χτες, укр. Поверни мене в минуле) — пісня грецької співачки Єлени Папарізу, що стала останнім синглом альбому Giro Apo T' Oneiro. Музику написав Йоргос Сампаніс, лірику — Янніс Доксас та Елеана Врахалі.

## Історія видання
Оригінальна версія представлена у виданні Giro Apo T' Oneiro Deluxe Edition. Ремікс пісні створила група Don-K. Пісня стала четвертим радіо-сингл альбом і вийшла 7 жовтня 2010 року. Ремікс був доступний для завантаження через Інтернет і таким чином став п'ятим цифровим синглом альбому.
Музичне відео на пісню відзняв Евангелос Калаїтзіс. Воно стилізоване під 1920 і 1960-ті роки. 
Єлена Папарізу виконувала пісню під час туру Fisika Mazi і в серії концертів у Diogenis Studio, де виступала спільно із Антонісом Ремосом.

## Позиції в чартах
| Чарт                                  | Пікова позиція |
| ------------------------------------- | -------------- |
| Nielsen Soundscan Greek Airplay Chart | 7              |